# S.S.T.BAND
S.S.T.BAND（エスエスティーバンド）とは、セガのゲームミュージックをアレンジし演奏することを目的として1988年に結成された、世界初のゲームミュージック“ライブ”バンドである。
「S.S.T.」とは「Sega Sound Team」の略であり、アルバム『SUPER SONIC TEAM』からは「Super Sonic Team」の略も兼ねている。
本項では、2011年に名前を改め再結成した「Blind Spot」についても記す。

## メンバー
☆印は1993年のS.S.T.BAND解散時のメンバー。
名前の後ろはコードネームで、MickeyとHiro以外はすべてセガのコンピュータゲームに由来している。なお、オリジナルアルバム『BLIND SPOT』以降は本名を名乗るようになる。

### 最終メンバー
- ☆並木晃一 - Mickey（ギター）
- ☆松前公高 - Harrier（シンセサイザー&プログラミング）
- ☆斉藤昌人 - Turbo君（ベース）
- 森藤晶司 - Rally（キーボード）
- 今井義頼 - Sonic[2]（ドラム）

### 旧メンバー
- 宮内博史 - Hiro（キーボード）
- 小森伸吾 - Burner（ベース）
- 田辺健彦 - Thunder（ドラム）
- 塚原啓介 - 獣王（キーボード）
1989年11月のMZA有明公演のみ参加
- ☆光吉猛修 - R三郎丸（キーボード）
- ☆飯島丈治 - Galaxy（ギター）
- ☆熊丸久徳 - Splash（ドラム）

## 来歴
1987年7月に稼働開始したセガのアーケードゲーム『アフターバーナー』に関連し、同年12月にサンシャインシティでイベント「アフターバーナーパニック」を開催。そのイベントにて、セガのサウンド開発者によるバンドがライブを行い、これが同バンドの前身となる。

### S.S.T.BAND
1988年7月発売のアルバム『GALAXY FORCE -G.S.M.SEGA 1-』にてデビュー。ただしこの時は松前と並木の2人のみで、その2人も名は前面に出していなかった。翌1989年2月、セガがイベント「メガドライブ スパークリング1989」を東京・名古屋・大阪で開催、そのステージでバンドとしてデビューを果たす。松前は飯島・小森・田辺をバンドに誘い（イベントのパンフレットには松前含むこの4名のコードネームしか書かれていない）、それにセガ社員のHiroと並木が加わる編成となった。同年11月のMZA有明公演においては、7人目のメンバーとして塚原がステージに立ったが、この公演のみの加入となった。
その後もライブ活動を重ねるが、1990年に本来プログラマであった小森が多忙のため脱退。後任に斉藤が加入し、アルバム『HYPER DRIVE -G.S.M.SEGA 4-』にてデビュー。バンドは同年開催のゲームミュージックフェスティバル'90で、ZUNTATAとともにステージを踏んだ。
翌1991年、光吉がHiroと入れ替わりキーボードを担当（Hiro自身は「遅刻が多かったため交代させられた」と述懐）。さらに田辺が気胸を発症し、代役として熊丸がドラムを担当、のち正式メンバーとなる。1992年発売の完全オリジナルアルバム『BLIND SPOT』からは、全員がサングラスを外し、本名を名乗る。
しかし、セガの所属レコード会社が東芝EMIに移ることとなり、サイトロン・レーベルから離脱するにあたり、1993年の「ゲームミュージックライブ 電撃'93」でのライブを最後に解散した。
その後セガは、1993年に並木と光吉によるユニット「B-univ」を結成するも、翌年活動停止。2001年には、Hiroや光吉らによるオフィシャルサウンドユニット「H.」を結成している。また2003年にベストアルバムが発売され、10年ぶりにメンバーが集結して座談会を行う（光吉は不参加）。本来は再結成ライブも視野に入っていたが、このとき再結成は実現しなかった。

### Blind Spot
2011年、並木の呼びかけで、光吉を除く解散時オリジナルメンバーに加え、キーボードの森藤晶司（コードネーム「Rally」）を新たに迎えた“ほぼS.S.T.BAND”こと「Blind Spot」として18年ぶりに再結成。同年8月27日にライブを行った（飛び入りゲストで田辺も参加）。
以降も活動を続けており、2013年7月24日には21年ぶりとなる新譜もリリースした。
2013年10月、飯島が脱退。一時はギター新メンバー募集が告知され、実際にオーディションも行われたが、その後も新メンバーは加入していない。
2017年4月29日の東京公演をもって、松前がライブへの参加を終了（脱退はしていない）。
2018年2月12 - 17日、S.S.T.BANDから数えて30周年を記念した東名阪ツアー「Sanju Shunen Tour」を開催。大阪および名古屋公演では松前がゲスト出演、東京公演では初代ベースの小森・初代ドラムの田辺・2013年に脱退した飯島がゲスト出演した。また同年12月には、30周年を記念したCD&DVD-BOX『S.S.T.BAND -30th Anniversary Box-』がリリースされた。
2019年6月10日、熊丸が脱退。新ドラマーに今井義頼が加入。
2021年、Blind Spotとしての10周年記念公演「Final Take Off」2Daysを告知し、その中でBlind Spotの活動終了を発表。9月4 - 5日の公演をもって解散した。
解散後、斉藤が「斉藤TURBO昌人プロジェクト〜ひとりS.S.T.」と称し、2022年に活動を再開。Blind Spotからは森藤のみ参加し、3月19日にライブを行った。また並木も元メンバーの熊丸とユニット「熊並」にてライブを行い、セガ楽曲を演奏した。

## 作品

### シングル
どちらもアルバム『BLIND SPOT』からのシングルカット。
- 『I CAN SURVIVE』1992年10月21日（ポニーキャニオン）
  - F-1 リカルド・パトレーゼのテーマ
- 『TACHYON』1992年10月21日（ポニーキャニオン）
  - F-1 ゲルハルト・ベルガーのテーマ

### オリジナルアルバム
- 『GALAXY FORCE -G.S.M.SEGA 1-』1988年7月21日（ポニーキャニオン）
- 『POWER DRIFT & MEGA DRIVE -G.S.M.SEGA 2-』1988年12月28日（ポニーキャニオン）
- 『SUPER SONIC TEAM -G.S.M.SEGA 3-』1989年10月21日（ポニーキャニオン）
- 『AFTER BURNER』1990年6月21日（ポニーキャニオン）
- 『HYPER DRIVE -G.S.M.SEGA 4-』1990年7月21日（ポニーキャニオン）
- 『Formula -G.S.M.SEGA 5-』1991年4月21日（ポニーキャニオン）
- 『STRIKE FIGHTER』1991年8月21日（ポニーキャニオン）
- 『Out Run』1992年2月21日（ポニーキャニオン）
- 『BLIND SPOT』1992年4月29日（ポニーキャニオン）
ゲームミュージックを含まないオリジナル楽曲のみのアルバム。
- 『SEGA RALLY CHAMPIONSHIP 1995 -New Century Arrange Album-』2013年7月24日（キングレコード）
- 『Blind Spot II』2018年2月12日（自主制作）
- 『BLIND SPOT III』2019年2月9日（自主制作）
- 『BLIND SPOT IV』2020年2月15日（自主制作）
- 『BLIND SPOT V』2021年3月6日（自主制作）

### ベストアルバム
- 『MEGA SELECTION』1989年12月15日（ポニーキャニオン）
- 『MEGA SELECTION II』1991年12月15日（ポニーキャニオン）
- 『BACK IN THE S.S.T.BAND!! 〜THE VERY BEST〜』2003年11月19日（サイトロン・デジタルコンテンツ）

### ライブアルバム
- 『S.S.T.BAND LIVE!』 1990年10月31日（ポニーキャニオン）

### その他アルバム
- 『GAME MUSIC FESTIVAL 〜SUPER LIVE '92』1992年10月21日（ポニーキャニオン）
「ゲームミュージックフェスティバル'92」より「S.D.I. MEDLEY (Blue Moon〜System Down)」「HYPER CITY」「I CAN SURVIVE」を収録。

### ビデオ・DVD
- 『S.S.T.BAND LIVE』1990年11月21日（ポニーキャニオン）
- 『GAME MUSIC FESTIVAL '90 ZUNTATA VS. S.S.T.BAND』1990年11月21日（ポニーキャニオン）
- 『S.S.T.BAND LIVE HISTORY』2006年9月20日（ハピネット）
- 『BLIND SPOT LIVE!』2013年2月27日（アトス・インターナショナル）

### その他
- 『From Ula』1991年4月24日（自主制作）[6]
渋谷TAKE OFF7で同日開催された、プライベートライブでのみ販売されたカセットテープ。60本限定。タイトルは同時期のアルバム『Formula』のアナグラムである[10]。
内容は各メンバーによる楽器講座やコント、各自のアレンジによるデモ楽曲、コンサートで使用されたオープニングSEなど。
- 『ゲームミュージックライブ夏'93 〜公認海賊版カセット〜』1993年（ポニーキャニオン）
サイトロンのノベルティで作られたカセットテープ（非売品）。「ゲームミュージックライブ 電撃 '93」より「EARTH FRAME G」「SWORD OF VERMILION」「AFTER BURNER」を収録。
- 『From Ula 2』2017年2月24日（自主制作）
2017年開催の東名阪ツアーおよび東京ゲーム音楽ショー2017以降に販売された、会場限定CD-R[11][12]。
内容は新アレンジ3曲および、『アウトラン』の仮想新作をイメージした森藤書き下ろしオリジナル曲[13]。
同年7月2日よりインターネット配信開始[14]。
- 『From Ula 3』2017年4月29日（自主制作）
2017年開催のゲーマデリックアルバム発売記念公演「祝ってやるRe:birth」以降に販売された、会場限定CD-R[15]。
内容はライブ開始時のSE3曲、新アレンジ2曲、およびアルバム『BLIND SPOT』のデモ音源より2曲[15]。
同年7月13日よりインターネット配信開始。配信版のみリミックス1曲、カラオケ2曲を追加収録[16]。
- 『S.S.T.BAND -30th Anniversary Box-』2018年12月15日（ウェーブマスター）
結成30周年記念CD&DVD-BOX。過去に公式発表した全楽曲（スタジオ・アルバム、ライブ・アルバム、ノベルティカセットテープ含む）をリマスタリングしCD5枚に収録。また過去のライブ映像を中心とした映像をDVD1枚に収録。
- 『From Ula 4』2019年9月14日（自主制作）
2019年開催のライブ「Blind Spot 新入社員歓迎会」より販売された、会場限定CD-R[17]。
内容は新メンバー・今井義頼の生ドラムによる、既存曲の新録音バージョン4曲[17]。

## 備考
- 「アフターバーナーパニック」では林克洋もキーボードで参加していたが、S.S.T.BANDには参加していない[3]。
- ステージデビュー当初は全員サングラスをかけ、コードネームを名乗っていた。これは先に出来ていたアーティストのイメージ写真に合わせる必要があったためだが、他社からの引き抜き防止策の意味もあった[4]。
- ギターとキーボードが2人ずついるのは、セガ社員である並木（ギター）とHiro（キーボード）が仕事の都合でライブに出られなかったとしても、演奏ができるようにとの配慮から。しかし、活動期は最後まで6人が欠けることなくステージに立ち続けた[4]。
- 1990年のアルバム『AFTER BURNER』は、小森の脱退後・斉藤の加入前にレコーディングされており、ベースはJaco渡辺なる人物（渡辺陽一、郷ひろみバックバンドのベーシスト）が担当している[3]。S.S.T.BANDと関わったのはこの一作のみで、ライブには参加しておらずコードネームもない[6]。
- 光吉はセガの入社試験を受けた際、面接で「S.S.T.BANDをやりたい」と発言。後にそれが現実のものとなった[4]。また、Blind Spotより加入した森藤もS.S.T.BANDおよびセガの熱烈なファンである。